# フタル酸ジブチル
フタル酸ジブチル（フタルさんジブチル、Dibutyl phthalate、略号:DBP）は広く利用されている可塑剤で、接着剤や印刷インクの添加剤としても利用される有機化合物である。
芳香のある油状液体で、アルコール、エーテルあるいはベンゼンなど様々な有機溶媒に溶解する。消防法に定める第4類危険物 第3石油類に該当する。
DBPは2006年11月にカリフォルニア州法案65(1986)の催奇形が疑われる化合物リストに掲載された。また、内分泌かく乱物質の疑いもあり、ネイルポリッシャーの成分に使用されていたが2006年秋よりネイルポリッシャーへの利用が削減されつつある。

## 製造
DBPはn-ブタノールと無水フタル酸とをそのままエステル化反応させて製造する。